# Taça de Portugal 2016/17
Die Taça de Portugal 2016/17 war die 77. Austragung des portugiesischen Pokalwettbewerbs. Er wurde vom portugiesischen Fußballverband ausgetragen. Pokalsieger wurde Benfica Lissabon, das sich im Finale gegen Vitória Guimarães durchsetzte.
In der ersten Runde wurden die 120 Teilnehmer in acht regionale Gruppen eingeteilt. Dies ermöglichte kürzere Reisen und verbesserte die Spiele mit größerer regionaler Rivalität.
Um die Freilose zu vermeiden, durften 15 Verlierer der ersten Runde in der zweiten Runde nochmals antreten. Die Mannschaften aus der zweitklassigen LigaPro, die in der zweiten Runde einstiegen, mussten gemäß der Wettbewerbsbestimmungen auswärts antreten. Das Gleiche galt für die Teams der Primeira Liga in der dritten Runde. Ab der vierten Runde wurde dann ohne Beschränkungen gelost.
Das Halbfinale wurden in Hin- und Rückspiel ausgetragen. Alle anderen Begegnungen wurden in einem Spiel entschieden. Bei unentschiedenem Ausgang wurde das Spiel um zweimal 15 Minuten verlängert, und wenn nötig im anschließenden Elfmeterschießen entschieden.

## Teilnehmende Teams
| Primeira Liga (18) | Primeira Liga (18) | LigaPro (17) | LigaPro (17) |
| --- | --- | --- | --- |
| - FC Arouca - Belenenses Lissabon - Benfica Lissabon - Sporting Braga - Boavista Porto - GD Chaves - GD Estoril Praia - CD Feirense - Nacional Funchal | - Marítimo Funchal - Moreirense FC - FC Paços de Ferreira - FC Porto - Rio Ave FC - Sporting Lissabon - CD Tondela - Vitória Guimarães - Vitória Setúbal | - Académica de Coimbra - Académico de Viseu FC - SC Covilhã - Desportivo Aves - FC Famalicão - AD Fafe - SC Freamunde - Gil Vicente FC - Leixões SC | - SC Olhanense - CD Cova da Piedade - FC Penafiel - Portimonense SC - CD Santa Clara - União Madeira - Varzim SC - FC Vizela |
| Campeonato de Portugal Prio (79) | | | |
| - Académica de Coimbra – SF - RD Águeda - AC Alcanenense - GC Alcobaça - SR Almancilense - SC Mineiro Aljustrelense - Amarante FC - Anadia FC - SC Angrense - CF Armacenenses - Atlético CP - FC Barreirense - GD Fabril do Barreiro - Benfica e Castelo Branco - GD Bragança - Caldas SC - AD Camacha - CF Caniçal - CD Carapinheirense - Casa Pia AC | - FC Cesarense - CD Cinfães - SC Coimbrões - SU 1º Dezembro - CD Estarreja - SC Farense - CD Fátima - FC Felgueiras 1932 - GD Gafanha - GDR Gafetense - Aliança Gandra - Gondomar SC - CD Gouveia - SC Ideal - AD Limianos - Louletano DC - GS Loures - SC Lusitânia - Lusitano VRSA - Lusitano FC Vildemoinhos | - CD Mafra - AC Malveira - Merelinense FC - SC Mirandela - CDR Moimenta da Beira - CDC Montalegre - Mortágua FC - Moura AC - Naval 1º de Maio - AD Nogueirense - ARC Oleiros - AD Oliveirense - UD Oliveirense - CD Operário - Clube Oriental de Lisboa - FC Pampilhosa - FC Pedras Rubras - Juventude Pedras Salgadas - CD Pinhalnovense - AD Ponte da Barca | - SC Praiense - Real SC Queluz - SG Sacavenense - SC Salgueiros - AD Sanjoanense - AR São Martinho - Vitória Sernache - Sertanense FC - Sport União Sintrense - SC União Torreense - GD Torre Moncorvo - GD Tourizense - CD Trofense - União Leiria - União Sousense - União Torcatense - Sporting Viana - UD Vilafranquense - Vilaverdense FC |
| Distrikte (41) | | | |
| - Águia FC Vimioso - ADRC Aguiar Beira - CD Alcains - Amora FC - Atlético Arcos - CRP Barrosas - Beira Mar AC Almada - SC Beira-Mar - Associação Beneditense CD - SL Cartaxo - GD Cerva | - CD Cerveira - Cruzado Canicense - SC Espinho - AD Fazendense - FC Flamengos - Académico Fundão - Valadares Gaia FC - CF Os Gavionenses - GD Joane - GD Lagoa | - Sporting Lourel - Lusitano GC Évora - SC Maria da Fonte - AC Marinhense - CD Praia Milfontes - FC Mosteirense - SC Penalva Castelo - CD Rabo Peixe - CCR Raimonda - CDR Quarteirense | - Redondense FC - CCD Santa Eulália - CF Santa Iria - GD São Roque - AD Sátão - GD Sendim - GD Sourense - GD Trancoso - GD Vilar de Perdizes - ACDSF Vinha da Reinha |

## 1. Runde
Teilnehmer waren 79 Vereine aus der drittklassigen Campeonato de Portugal Prio und 41 Vereine der Distriktverbände. Reservemannschaften von Profiklubs waren nicht teilnahmeberechtigt.

### Série A
| Datum      |                           | Ergebnis              |                   |
| ---------- | ------------------------- | --------------------- | ----------------- |
| 03.09.2016 | SC Mirandela              | 2:2 n. V. (2:3 i. E.) | SC Maria da Fonte |
| 04.09.2016 | AD Ponte da Barca         | 1:0                   | CDC Montalegre    |
| 04.09.2016 | GD Vilar de Perdizes      | 0:3                   | Vilaverdense FC   |
| 04.09.2016 | Águia FC Vimioso          | 1:5                   | AD Limianos       |
| 04.09.2016 | Merelinense FC            | 3:0                   | CD Cerveira       |
| 04.09.2016 | Juventude Pedras Salgadas | 1:0                   | GD Bragança       |
| 04.09.2016 | Atlético Arcos            | 1:0 n. V.             | União Torcatense  |

### Série B
| Datum      |                   | Ergebnis              |                    |
| ---------- | ----------------- | --------------------- | ------------------ |
| 03.09.2016 | Cruzado Canicense | 1:4                   | FC Pedras Rubras   |
| 04.09.2016 | AR São Martinho   | 6:0                   | CCR Raimonda       |
| 04.09.2016 | AD Oliveirense    | 8:1                   | GD Sendim •        |
| 04.09.2016 | GD Joane          | 0:0 n. V. (4:3 i. E.) | CRP Barrosas •     |
| 04.09.2016 | Aliança Gandra    | 0:1                   | CCD Santa Eulália  |
| 04.09.2016 | CD Trofense       | 5:0                   | CF Caniçal         |
| 04.09.2016 | GD Cerva •        | 0:2                   | Amarante FC        |
| 04.09.2016 | AD Camacha        | 1:1 n. V. (4:2 i. E.) | FC Felgueiras 1932 |

### Série C
| Datum      |                   | Ergebnis              |                       |
| ---------- | ----------------- | --------------------- | --------------------- |
| 04.09.2016 | SC Coimbrões      | 3:0                   | Gondomar SC           |
| 04.09.2016 | Valadares Gaia FC | 2:0                   | União Sousense •      |
| 04.09.2016 | GD Trancoso       | 0:2                   | UD Oliveirense        |
| 04.09.2016 | CD Cinfães        | 4:0                   | SC Espinho            |
| 04.09.2016 | FC Cesarense      | 1:1 n. V. (2:4 i. E.) | CDR Moimenta da Beira |
| 04.09.2016 | AD Sanjoanense    | 4:2 n. V.             | SC Salgueiros         |
| 04.09.2016 | GD Torre Moncorvo | 1:1 n. V. (4:2 i. E.) | ADRC Aguiar Beira     |

### Série D
| Datum      |                          | Ergebnis              |                           |
| ---------- | ------------------------ | --------------------- | ------------------------- |
| 04.09.2016 | Mortágua FC              | 1:0                   | AD Nogueirense            |
| 04.09.2016 | CD Estarreja             | 4:1                   | FC Pampilhosa •           |
| 04.09.2016 | CD Gouveia •             | 0:4                   | SC Beira-Mar              |
| 04.09.2016 | Lusitano FC Vildemoinhos | 3:1                   | AD Sátão                  |
| 04.09.2016 | RD Águeda                | 3:2 n. V.             | GD Tourizense             |
| 04.09.2016 | GD Gafanha               | 1:1 n. V. (6:5 i. E.) | Anadia FC •               |
| 04.09.2016 | SC Penalva Castelo       | 2:2 n. V. (4:3 i. E.) | Académica de Coimbra – SF |

### Série E
| Datum      |                          | Ergebnis |                     |
| ---------- | ------------------------ | -------- | ------------------- |
| 04.09.2016 | ACDSF Vinha da Reinha    | 1:4      | AC Alcanenense      |
| 04.09.2016 | GC Alcobaça              | 1:0      | GD Sourense         |
| 04.09.2016 | CD Fátima                | 2:0      | CD Carapinheirense  |
| 04.09.2016 | CD Alcains               | 2:0      | ARC Oleiros         |
| 04.09.2016 | Sertanense FC            | 1:0      | AC Marinhense       |
| 04.09.2016 | Académico Fundão         | 0:1      | Vitória Sernache    |
| 04.09.2016 | Benfica e Castelo Branco | 8:0      | Naval 1º de Maio •  |
| 04.09.2016 | União Leiria             | 10:00    | CF Os Gavionenses • |

### Série F
| Datum      |                       | Ergebnis              |                           |
| ---------- | --------------------- | --------------------- | ------------------------- |
| 04.09.2016 | AD Fazendense         | 0:3                   | Caldas SC                 |
| 04.09.2016 | Sporting Lourel •     | 1:2                   | Associação Beneditense CD |
| 04.09.2016 | CF Santa Iria         | 2:1                   | AC Malveira               |
| 04.09.2016 | GS Loures             | 2:1                   | UD Vilafranquense •       |
| 04.09.2016 | SC União Torreense    | 1:0                   | CD Mafra                  |
| 04.09.2016 | Sport União Sintrense | 0:1                   | GDR Gafetense             |
| 04.09.2016 | SL Cartaxo            | 2:2 n. V. (2:3 i. E.) | FC Mosteirense            |

### Série G
| Datum      |                | Ergebnis              |                          |
| ---------- | -------------- | --------------------- | ------------------------ |
| 04.09.2016 | Real SC Queluz | 3:0                   | CD Rabo Peixe •          |
| 04.09.2016 | SG Sacavenense | 4:0                   | Atlético CP              |
| 04.09.2016 | SC Lusitânia   | 2:3                   | SU 1º Dezembro           |
| 04.09.2016 | FC Flamengos   | 0:4                   | Clube Oriental de Lisboa |
| 04.09.2016 | FC Barreirense | 2:1                   | CD Operário              |
| 04.09.2016 | SC Ideal       | 0:2                   | SC Praiense              |
| 04.09.2016 | SC Angrense    | 1:0                   | GD São Roque •           |
| 04.09.2016 | Casa Pia AC •  | 2:2 n. V. (6:7 i. E.) | GD Fabril do Barreiro    |

### Série H
| Datum      |                     | Ergebnis |                          |
| ---------- | ------------------- | -------- | ------------------------ |
| 04.09.2016 | Sporting Viana      | 3:0      | CDR Quarteirense         |
| 04.09.2016 | Lusitano VRSA       | 3:0      | Louletano DC             |
| 04.09.2016 | CD Pinhalnovense    | 2:0      | GD Lagoa                 |
| 04.09.2016 | SR Almancilense     | 1:0      | Amora FC                 |
| 04.09.2016 | CF Armacenenses     | 6:1      | Redondense FC            |
| 04.09.2016 | Moura AC            | 2:0      | Beira Mar AC Almada      |
| 04.09.2016 | Lusitano GC Évora • | 0:2      | SC Farense               |
| 04.09.2016 | CD Praia Milfontes  | 1:4      | SC Mineiro Aljustrelense |

## 2. Runde
Zu den 60 Siegern der 1. Runde kamen 17 Vereine aus der LigaPro, sowie 15 ausgeloste Verlierer der 1. Runde. Reservemannschaften von Profiklubs waren nicht teilnahmeberechtigt. Die Teams der LigaPro mussten auswärts antreten.
| Datum      |                           | Ergebnis              |                           |
| ---------- | ------------------------- | --------------------- | ------------------------- |
| 24.09.2016 | GD São Roque              | 0:3                   | Caldas SC                 |
| 24.09.2016 | Lusitano GC Évora         | 0:3                   | CD Santa Clara            |
| 24.09.2016 | CDR Moimenta da Beira     | 0:0 n. V. (1:3 i. E.) | União Madeira             |
| 24.09.2016 | Sporting Viana            | 1:2                   | CD Cova da Piedade        |
| 25.09.2016 | CD Rabo Peixe             | 0:2                   | Gil Vicente FC            |
| 25.09.2016 | CD Gouveia                | 1:2                   | Académica de Coimbra      |
| 25.09.2016 | GC Alcobaça               | 0:2                   | FC Vizela                 |
| 25.09.2016 | CRP Barrosas              | 2:3                   | AD Oliveirense            |
| 25.09.2016 | UD Oliveirense            | 1:1 n. V. (4:5 i. E.) | FC Penafiel               |
| 25.09.2016 | SG Sacavenense            | 0:1                   | SC Olhanense              |
| 25.09.2016 | Naval 1º de Maio          | 3:2                   | AD Fafe                   |
| 25.09.2016 | FC Pedras Rubras          | 0:1 n. V.             | Leixões SC                |
| 25.09.2016 | Anadia FC                 | 0:0 n. V. (2:4 i. E.) | Varzim SC                 |
| 25.09.2016 | GD Joane                  | 0:1                   | SC Covilhã                |
| 25.09.2016 | GD Cerva                  | 0:5                   | SC Freamunde              |
| 25.09.2016 | União Leiria              | 2:2 n. V. (4:3 i. E.) | Portimonense SC           |
| 25.09.2016 | Moura AC                  | 0:4                   | Desportivo Aves           |
| 25.09.2016 | GDR Gafetense             | 1:3                   | Académico de Viseu FC     |
| 25.09.2016 | FC Mosteirense            | 0:2                   | FC Famalicão              |
| 25.09.2016 | CF Os Gavionenses         | 2:3 n. V.             | Mortágua FC               |
| 25.09.2016 | AD Sanjoanense            | 6:1                   | Juventude Pedras Salgadas |
| 25.09.2016 | Lusitano VRSA             | 2:0                   | GD Fabril do Barreiro     |
| 25.09.2016 | Casa Pia AC               | 2:1                   | CD Pinhalnovense          |
| 25.09.2016 | AC Alcanenense            | 4:2 n. V.             | GD Sendim                 |
| 25.09.2016 | SC Penalva Castelo        | 0:4                   | Amarante FC               |
| 25.09.2016 | Real SC Queluz            | 3:2                   | AR São Martinho           |
| 25.09.2016 | CD Fátima                 | 1:0                   | FC Pampilhosa             |
| 25.09.2016 | SU 1º Dezembro            | 2:0                   | Sporting Lourel           |
| 25.09.2016 | GS Loures                 | 1:2                   | Clube Oriental de Lisboa  |
| 25.09.2016 | FC Barreirense            | 3:0                   | Valadares Gaia FC         |
| 25.09.2016 | SR Almancilense           | 0:2                   | Merelinense FC            |
| 25.09.2016 | CF Armacenenses           | 2:3                   | SC Mineiro Aljustrelense  |
| 25.09.2016 | CD Alcains                | 0:4                   | AD Limianos               |
| 25.09.2016 | Sertanense FC             | 2:1 n. V.             | Lusitano FC Vildemoinhos  |
| 25.09.2016 | RD Águeda                 | 2:1 n. V.             | União Sousense            |
| 25.09.2016 | Associação Beneditense CD | 0:3                   | CF Santa Iria             |
| 25.09.2016 | UD Vilafranquense         | 1:0                   | Vilaverdense FC           |
| 25.09.2016 | SC Maria da Fonte         | 0:3                   | SC União Torreense        |
| 25.09.2016 | CD Estarreja              | 3:1                   | AD Ponte da Barca         |
| 25.09.2016 | Atlético Arcos            | 0:2                   | GD Gafanha                |
| 25.09.2016 | GD Torre Moncorvo         | 0:3                   | CD Cinfães                |
| 25.09.2016 | Benfica e Castelo Branco  | 3:1                   | CCD Santa Eulália         |
| 25.09.2016 | CD Trofense               | 6:1                   | SC Beira-Mar              |
| 25.09.2016 | SC Angrense               | 0:2 n. V.             | SC Farense                |
| 25.09.2016 | SC Coimbrões              | 2:5                   | SC Praiense               |
| 25.09.2016 | AD Camacha                | 1:1 n. V. (2:4 i. E.) | Vitória Sernache          |

## 3. Runde
Zu den 46 Siegern der 2. Runde kamen die 18 Vereine der Primera Liga hinzu. Diese mussten auswärts antreten
| Datum      |                          | Ergebnis              |                          |
| ---------- | ------------------------ | --------------------- | ------------------------ |
| 13.10.2016 | FC Famalicão             | 0:1                   | Sporting Lissabon        |
| 14.10.2016 | SU 1º Dezembro           | 1:2                   | Benfica Lissabon         |
| 14.10.2016 | SC Covilhã               | 1:0 n. V.             | SC Freamunde             |
| 15.10.2016 | AD Oliveirense           | 1:3                   | Sporting Braga           |
| 15.10.2016 | União Leiria             | 0:2                   | Boavista Porto           |
| 15.10.2016 | Desportivo Aves          | 1:2 n. V.             | FC Paços de Ferreira     |
| 15.10.2016 | GD Gafanha               | 0:3                   | FC Porto                 |
| 15.10.2016 | CD Fátima                | 1:2                   | SC Olhanense             |
| 15.10.2016 | FC Penafiel              | 1:0 n. V.             | Amarante FC              |
| 16.10.2016 | Caldas SC                | 0:1                   | GD Estoril Praia         |
| 16.10.2016 | CD Estarreja             | 1:3                   | Nacional Funchal         |
| 16.10.2016 | União Madeira            | 0:1                   | GD Chaves                |
| 16.10.2016 | CD Trofense              | 0:0 n. V. (2:4 i. E.) | Vitória Setúbal          |
| 16.10.2016 | AC Alcanenense           | 1:2                   | CD Feirense              |
| 16.10.2016 | Académica de Coimbra     | 2:0                   | Belenenses Lissabon      |
| 16.10.2016 | FC Vizela                | 1:0                   | Moreirense FC            |
| 16.10.2016 | Real SC Queluz           | 1:0                   | FC Arouca                |
| 16.10.2016 | Naval 1º de Maio         | 0:4                   | Marítimo Funchal         |
| 16.10.2016 | Sertanense FC            | 0:4                   | CD Tondela               |
| 16.10.2016 | CF Santa Iria            | 1:2                   | Vitória Guimarães        |
| 16.10.2016 | Mortágua FC              | 0:1                   | CD Cova da Piedade       |
| 16.10.2016 | AD Sanjoanense           | 2:1                   | Lusitano VRSA            |
| 16.10.2016 | Gil Vicente FC           | 0:0 n. V. (4:1 i. E.) | Casa Pia AC              |
| 16.10.2016 | Clube Oriental de Lisboa | 2:0                   | FC Barreirense           |
| 16.10.2016 | Merelinense FC           | 2:2 n. V. (6:7 i. E.) | Leixões SC               |
| 16.10.2016 | SC Mineiro Aljustrelense | 1:0                   | AD Limianos              |
| 16.10.2016 | Varzim SC                | 3:0                   | RD Águeda                |
| 16.10.2016 | Vitória Sernache         | 0:1                   | UD Vilafranquense        |
| 16.10.2016 | SC União Torreense       | 2:0                   | Académico de Viseu FC    |
| 16.10.2016 | CD Cinfães               | 0:1                   | Benfica e Castelo Branco |
| 16.10.2016 | SC Praiense              | 3:1                   | SC Farense               |
| 16.10.2016 | CD Santa Clara           | 1:1 n. V. (4:2 i. E.) | Rio Ave FC               |

## 4. Runde
Ab dieser Runde wurde die Paarungen ohne Beschränkung der Ligazugehörigkeit gelost.
| Datum      |                          | Ergebnis              |                      |
| ---------- | ------------------------ | --------------------- | -------------------- |
| 13.11.2016 | Varzim SC                | 0:1                   | SC Covilhã           |
| 17.11.2016 | Sporting Lissabon        | 5:1                   | SC Praiense          |
| 18.11.2016 | GD Chaves                | 0:0 n. V. (3:2 i. E.) | FC Porto             |
| 19.11.2016 | GD Estoril Praia         | 2:0                   | CD Cova da Piedade   |
| 19.11.2016 | AD Sanjoanense           | 1:0                   | Gil Vicente FC       |
| 19.11.2016 | CD Feirense              | 0:0 n. V. (4:5 i. E.) | Académica de Coimbra |
| 19.11.2016 | Benfica Lissabon         | 6:0                   | Marítimo Funchal     |
| 20.11.2016 | FC Vizela                | 0:1                   | FC Penafiel          |
| 20.11.2016 | Real SC Queluz           | 2:0                   | SC Olhanense         |
| 20.11.2016 | Clube Oriental de Lisboa | 1:2 n. V.             | Leixões SC           |
| 20.11.2016 | SC Mineiro Aljustrelense | 1:2                   | CD Tondela           |
| 20.11.2016 | Sporting Braga           | 2:1                   | CD Santa Clara       |
| 20.11.2016 | Boavista Porto           | 1:2 n. V.             | Vitória Guimarães    |
| 20.11.2016 | UD Vilafranquense        | 1:0                   | FC Paços de Ferreira |
| 20.11.2016 | SC União Torreense       | 1:0                   | Nacional Funchal     |
| 20.11.2016 | Benfica e Castelo Branco | 0:2                   | Vitória Setúbal      |

## Achtelfinale
| Datum      |                      | Ergebnis  |                   |
| ---------- | -------------------- | --------- | ----------------- |
| 14.12.2016 | GD Estoril Praia     | 4:2 n. V. | AD Sanjoanense    |
| 14.12.2016 | Académica de Coimbra | 1:0       | FC Penafiel       |
| 14.12.2016 | Real SC Queluz       | 0:3       | Benfica Lissabon  |
| 14.12.2016 | Leixões SC           | 2:1       | CD Tondela        |
| 14.12.2016 | Sporting Braga       | 1:2       | SC Covilhã        |
| 14.12.2016 | SC União Torreense   | 2:3       | GD Chaves         |
| 14.12.2016 | Vitória Setúbal      | 0:1       | Sporting Lissabon |
| 15.12.2016 | Vitória Guimarães    | 1:0       | UD Vilafranquense |

## Viertelfinale
| Datum      |                  | Ergebnis |                      |
| ---------- | ---------------- | -------- | -------------------- |
| 17.01.2017 | GD Estoril Praia | 2:1      | Académica de Coimbra |
| 17.01.2017 | GD Chaves        | 1:0      | Sporting Lissabon    |
| 18.01.2017 | Benfica Lissabon | 6:2      | Leixões SC           |
| 18.01.2017 | SC Covilhã       | 0:1      | Vitória Guimarães    |

## Halbfinale
| Datum                   |                   | Gesamt    |                  | Hinspiel | Rückspiel |
| ----------------------- | ----------------- | --------- | ---------------- | -------- | --------- |
| 28.02.2017 / 05.04.2017 | GD Estoril Praia  | 4:5       | Benfica Lissabon | 1:2      | 3:3       |
| 01.03.2017 / 04.04.2017 | Vitória Guimarães | (a)3:3(a) | GD Chaves        | 2:0      | 1:3       |

## Finale
| Paarung           | Benfica Lissabon – Vitória Guimarães |
| Ergebnis          | 2:1 (0:0) |
| Datum             | 28. Mai 2017 um 17:15 Uhr |
| Stadion           | Estádio Nacional, Oeiras |
| Zuschauer         | 35.390 |
| Schiedsrichter    | Hugo Miguel |
| Tore              | 1:0 Raúl Jiménez (48.) 2:0 Eduardo Salvio (53.) 2:1 Bongani Zungu (78.) |
| Benfica Lissabon  | Ederson – Nélson Semedo, Luisão , Victor Lindelöf, Alejandro Grimaldo – Ljubomir Fejsa (24. Andreas Samaris) – Pizzi, Eduardo Salvio, Franco Cervi (82. Rafa Silva) – Raúl Jiménez, Jonas (90. Filipe Augusto) Cheftrainer: Rui Vitória                      |
| Vitória Guimarães | Miguel Silva – Bruno Gaspar, Pedro Henrique, Josué Sá , Ghislain Konan (57. David Texeira) – Rafael Miranda, Paolo Hurtado (45.+3' Guillermo Celis), Bongani Zungu, Hernâni Fortes (63. Fábio Sturgeon) – Raphinha, Moussa Marega Cheftrainer: Pedro Martins |
| Gelbe Karten      | Alejandro Grimaldo, Raúl Jiménez, Andreas Samaris – Bruno Gaspar, Moussa Marea, Josué Sá |